# Emmanuel Forbes
Emmanuel K. Forbes Jr. (Grenada, Misisipi; 13 de enero de 2001) más conocido como Emmanuel Forbes, es un jugador profesional estadounidense de fútbol americano, se desempeña en la posición de cornerback en Washington Commanders, en la National Football League (NFL).

## Carrera
Hizo su debut profesional con el equipo Washington Commanders, lleva jugando una temporada, comenzó en el 2023.